# Artur Tjerep-Spiridovitj
Artjomi "Artur" Ivanovitj Tjerep-Spiridovitj (ryska: Артемий "Артур" Иванович Череп-Спиридович), född 8 september 1867, död 22 oktober 1926, var en rysk greve, general, politisk aktivist och författare. Tjerep-Spiridovitj var general i den Kejserliga ryska armén och lojal gentemot de vita styrkorna under revolutionsåren i Ryssland omkring 1917. Efter bolsjevikernas maktövertagande i Ryssland, som ett resultat av den ryska revolutionen, flyttade Tjerep-Spiridovitj till USA.

## Politisk aktivism
Tjerep-Spiridovitj var en förespråkare för panslavism och antikommunism. Under sina exilår i USA författade han en bok betitlad The Secret World Government or "The Hidden Hand", en bok som avhandlar diverse konspirationsteorier om judiskt inflytande och hemlig världsomspännande makt. En som ska ha läst och tagit intryck av boken var den amerikanska stormästaren i schack Bobby Fischer, som själv var judisk, som menade att det stod klart för honom efter att ha läst boken 1977 att judiska organ var ute efter att sabotera för honom.

## Död
Artur Tjerep-Spiridovitj hittades avliden under oklara omständigheter på ett hotell på Staten Island i New York den 22 oktober 1926. Han hittades med ett gasledningsrör i halsen och polisen rapporterade dödsfallet som ett självmord, och ingen obduktion eller vidare utredning togs an. Då hotellpersonalen hade funnit kroppen hade dock tillförseln till gasledningen varit avslagen, vilket antyder att andra människor varit inblandade i dödsfallet. Han ligger begravd på Saint Mary's Catholic Cemetery på Staten Island i New York.